# 1978년 대한민국의 영화 목록
다음은 1978년에 개봉됐던 대한민국의 영화 목록이다.

## 목록
- 77단의 비밀
- O양의 아파트
- 개선문
- 갯마을
- 고교고단자
- 고교명랑교실
- 관세음보살
- 금호문
- 길
- 나는 77번 아가씨
- 나비소녀
- 난중일기
- 날아라 원더공주
- 내가 버린 여자
- 너의 창에 불이 꺼지고
- 당신만을 사랑해
- 대사부
- 돌아와요 부산항
- 둘빼기 셋
- 마지막 겨울
- 미스 양의 모험
- 병아리들의 잔칫날
- 부초
- 불
- 불타는 소녀
- 불타는 정무문
- 비호상쟁
- 사대독자
- 사대통의 문
- 사랑과 죽음의 기록
- 사학비권
- 상처
- 소리치는 깃발
- 소림관문돌파
- 소림백호문
- 소림사 십대장문
- 소림사 흑표
- 소림천하
- 소림통천문
- 속 별들의 고향
- 십이대천왕
- 쌍면객
- 아내에게 바치는 노래
- 아스팔트 위의 여자
- 악어의 공포
- 엄마없는 하늘아래2
- 에너지 선생
- 여기자 20년
- 영아의 고백
- 오대제자
- 오룡대협
- 오륙도 이무기
- 우리들의 고교시대
- 웃음소리
- 절정
- 정무신권
- 제갈맹순이
- 죽음의 다섯손가락
- 중원대협
- 지붕 위의 남자
- 진짜 진짜 좋아해
- 철새들의 축제
- 청춘의 문
- 체험
- 추하 내사랑
- 칠협팔의
- 코메리칸의 낮과 밤
- 파천신권
- 판문점 미류나무 작전
- 화려한 외출
- 흙

## 참고 자료
- KOFIC 영화데이터베이스